# Rock Run Township
Die Rock Run Township ist eine von 18 Townships im Stephenson County im Nordwesten des US-amerikanischen Bundesstaates Illinois.

## Geografie
Die Rock Run Township liegt Nordwesten von Illinois rund 15 km südlich der Grenze zu Wisconsin. Der Mississippi, der die Grenze zu Iowa bildet, befindet sich rund 90 km westlich.
Die Rock Grove Township liegt auf 42°28′44″ nördlicher Breite und 89°29′11″ westlicher Länge und erstreckt sich über 78,7 km².
Die Rock Run Township liegt im Osten des Stephenson County und grenzt im Osten an das Winnebago County. Innerhalb des Stephenson County grenzt die Rock Run Township im Süden an die Ridott Township, im Südwesten an die Lancaster Township im Westen und Nordwesten an die Dakota Township und im Norden an die Rock Grove Township.

## Verkehr
Durch die Township führt in West-Ost-Richtung die Illinois State Route 75 Alle weiteren Straßen sind County Highways und weiter untergeordnete und zum Teil unbefestigte Fahrwege.
Der nächstgelegene Flugplatz ist der rund 20 km südwestlich der Township gelegene Albertus Airport bei Freeport, dem Zentrum der gesamten Region.

## Bevölkerung
Bei der Volkszählung im Jahr 2010 hatte die Township 2247 Einwohner. Neben Streubesiedlung gibt es folgende Siedlungen:
Villages
- Davis
- Rock City

Census-designated place (CDP)
- Lake Summerset1

Unincorporated Community
- Epplyanna

1 – überwiegend in der Rock Grove Township und im Winnebago County